# シオツチオジ
シオツチオジは、日本神話に登場する神である。 
『古事記』では塩椎神（しおつちのかみ）、『日本書紀』では塩土老翁・塩筒老翁（しおつちおじ）、また『先代旧事本紀』では塩土老翁と表記される。
神名の表記は「塩土老翁神」や「塩土翁神」など複数あるほか、「塩」に旧字体の「鹽」を用いて「鹽土老翁神」、「鹽土翁神」のように表記する場合もあり、読み方は「しおつちおじのかみ」、「しおつちのおじのかみ」などがある。

## 概要
名前の「シホツチ」は「潮つ霊」「潮つ路」であり、潮流を司る神、航海の神と解釈する説もある。『記紀』神話におけるシオツチノオジは、登場人物に情報を提供し、とるべき行動を示すという重要な役割を持っている。海辺に現れた神が知恵を授けるという説話には、ギリシア神話などに登場する「海の老人」との類似が見られる。また、シオツチノオジは製塩の神としても信仰されている。シオツチノオジを祀る神社の総本宮である鹽竈神社（宮城県塩竈市）の社伝では、武甕槌神と経津主神は、塩土老翁の先導で諸国を平定した後に塩竈にやってきたとする。武甕槌神と経津主神はすぐに去って行くが塩土老翁はこの地にとどまり、人々に漁業や製塩法を教えたという。白鬚神社の祭神とされていることもある。

## 伝承
『日本書紀』の天孫降臨の説話において、日向の高千穂の峰に天降ったニニギが笠狭崎に至った時に事勝国勝長狭神（ことかつくにかつながさのかみ）が登場し、ニニギに自分の国を奉っている。一書では、事勝国勝長狭神の別名が塩土老翁で、イザナギの子であるとしている。
海幸山幸の説話においては、ホデリ（海幸彦）の釣針を失くして悲嘆にくれるホオリ（山幸彦）の前に現れる。ホオリから事情を聞くと小舟（または目の詰まった竹籠）を出してホオリを乗せ、そのまま進めば良い潮路に乗って海神の宮に着くから、宮の前の木の上で待っていれば、あとは海神が良いようにしてくれると告げる。
『日本書紀』本文の神武東征の記述では、塩筒老翁が東に良い土地があると言ったことから神武天皇は東征を決意したとある。
塩土老翁神を祀る著名な神社としては、宮城県塩竈市の鹽竈神社が挙げられる。現在の鹽竈神社では、3座の祭神のうち別宮（べつぐう）の祭神として塩土老翁神が祀られているが、江戸時代までの鹽竈神社の祭神は「鹽竈明神」、「鹽竈三社明神」、「鹽竈六所明神」 などと呼ばれ、その正体は永らく判然とせず、様々な説が唱えられていたという。
そこで、鹽竈神社の由緒に関心を持っていた仙台藩4代藩主・伊達綱村は、元禄2年頃から調査（「神社御用」と呼ばれる）に着手し、元禄6年に『塩釜社縁起』を完成させた。この『塩釜社縁起』の中には、「塩釜六所明神或曰猿田彦事勝國勝塩土老翁岐神興玉命太田命六座同体異名神也」とあり、鹽竈神社の別宮に祀られている神（塩釜六所明神）は、猿田彦、事勝國勝、塩土老翁、岐神、興玉命、太田命の6座と同体異名の神であるとされている。
なお、「鹽竈六所明神」は、塩土老翁神を含めた6座の神々の総称と考えられるほか、「鹽竈三社明神」は別宮、左宮、右宮の3社の祭神を総称した呼称と考えられる（ちなみに『塩釜社縁起』では、左宮の神は武甕槌神（鹿島神宮の祭神）、右宮の神は経津主神（香取神宮の祭神）であるとし、現在の左右両宮の祭神もこれに基づいている）。
塩土老翁神は人々に塩づくりを教えたという言い伝えから、製塩の神として信仰されるほか、前述の通り、海幸山幸の神話において山幸彦を海神の宮へ導いたことや、神武東征の際に「東に良い土地がある」と助言したこと、また鹿島・香取の神の東北平定の際に道案内を務めたと伝わることなどから、導きの神や交通安全の神としての信仰がある。これらの他にも、シオ（潮）を掌る神ということから、大漁満足や海上安全、また安産などの神としても信仰される。
さらに、神田明神末社の籠祖神社（現・合祀殿）では、塩土翁神が山幸彦のために無目籠（まなしかたま、隙間なく編んだカゴ）を作ったという伝説から、竹細工職人たちが塩土翁神を自分たちの祖神として信仰したという例もある。
鹽竈神社の末社の1社である御釜神社には、鹽竈神社と同じく塩土老翁神が祀られているが、御釜神社にある「四口の神釜（よんくのしんかま）」のうち、向かって右手前にある、他より一回り小さい釜は「御台の釜（おだいのかま）」と呼ばれ、塩土老翁神が特に愛用した釜であると伝わっている。
先に述べた通り、江戸時代には塩土老翁神は猿田彦、事勝国勝、岐神、興玉命、太田命と同体異名の神とされたことがあったが、特に猿田彦神との関係性について、鹽竈神社末社の鼻節神社（宮城県七ヶ浜町）の祭神が猿田彦神であること、また神田明神末社の籠祖神社（現・合祀殿）では猿田彦大神と鹽土翁神が共に祀られていることなどから、塩土老翁神は猿田彦神と関係の深い神であるということが指摘される。
鹽竈神社宮司であった押木耿介は著者『鹽竈神社』の中で、志波彦神社に祀られる志波彦神は、塩土老翁神の幸御魂であるという人もいるという説を紹介した上で、今後の研究を待たねばならないとしている。
塩竈市をはじめ宮城県の銘菓として知られる「志ほがま」は、 塩土老翁神が藻塩草より採取した塩と米粉とを混ぜて作った糧食を起源とするいう言い伝えがある。

## 日本の神社一覧

### 塩竈神社及び塩竈神社からの勧請社
- 鹽竈神社（宮城県塩竈市）- 総本宮
- 塩竈神社_(曖昧さ回避)（全国各地）
- 鹽竈神社（東京都港区）
- 高室神社（静岡県掛川市）
- 六所神社_(岡崎市)（愛知県岡崎市）
- 六所神社_(豊田市)（愛知県豊田市）
- 塩竈六社大明神（和歌山県田辺市）

### その他の神社
- 青島神社  (宮崎県宮崎市)
- 船魂神社  (北海道函館市)
- 籠祖神社（東京都千代田区鎮座神田神社境内社[5]）
- 白髯神社（福井県あわら市）
- 志宝屋神社（三重県伊勢市:豊受大神宮（外宮）末社）
- 塩屋神社（広島県広島市）
- 蔵前神社[6]（東京都台東区）